# Sabir Rajímov
Sabir Umárovich Rajímov también conocido en la historiografía como Sabir Umar-ogly Rajímov (en uzbeko: Sobir Umar oʻgʻli Rahimov; en kazajo: Сабыр Омарұлы Рахимов; Taskent, 12 de enerojul./ 25 de enero de 1902greg. – Gdańsk, 26 de marzo de 1945) fue un oficial militar soviético (mayor general) del Ejército Rojo y Héroe póstumo de la Unión Soviética. Rajímov luchó en la Segunda Guerra Mundial y estuvo al mando de la 37.ª División de Fusileros de la Guardia desde noviembre de 1944. Murió en combate debido a la metralla de un proyectil de artillería en Dánzig durante la Ofensiva de Pomerania Oriental. Durante el período soviético, fue considerado un héroe nacional, ya que fue el primer oficial general del Ejército Rojo de Uzbekistán. Numerosas estaciones de metro, calles, escuelas y otros lugares de Uzbekistán recibieron su nombre. Sin embargo, todos estos fueron renombrados durante 2010 y 2011 como parte de una campaña del entonces presidente de Uzbekistán, Islom Karimov, para eliminar la influencia soviética.

## Biografía

### Infancia y juventud
Sabir Rajímov nació el 25 de enero de 1902 en Tashkent en lo que entonces era el óblast de Sir Daria en el Turquestán Occidental (Imperio ruso), en el seno de una familia de clase trabajadora de etnia kazaja. En su primera infancia fue muy pobre y pasó varios años en un orfanato. Después se convirtió en trabajador agrícola y luego trabajó en una fábrica textil en Tashkent.
En septiembre de 1922, se unió al Ejército Rojo y se convirtió en estudiante de la Escuela Militar Conjunta de Bakú. Después de graduarse en agosto de 1925, fue nombrado líder de pelotón en el Batallón Independiente de Caballería Uzbeko y, en 1927, ocupó el mismo puesto en el 1.er Regimiento de Caballería Uzbeko de la 6.ª Brigada de Caballería Uzbeka, estacionado en Samarcanda. Durante este período, participó en la lucha para reprimir la revuelta de los Basmachí. Fue herido varias veces y recibió la Orden de la Bandera Roja. En 1928, se unió al Partido Comunista de la Unión Soviética —en esa época conocido como Partido Obrero Socialdemócrata de Rusia (bolchevique)—.
En junio de 1930, ingresó en los cursos de tiro táctico superior para la mejora de los comandantes de infantería, conocidos popularmente como «Curso Vystrel», tras su graduación en septiembre de ese mismo año, fue asignado al 41.º Regimiento de Caballería de Montaña de la 19.ª División de Caballería de Montaña, estacionado en el Distrito Militar de Asia Central. Con el regimiento, se desempeñó sucesivamente como comandante del escuadrón de ametralladoras, asistente del jefe del Estado Mayor del regimiento y jefe de la escuela del regimiento. En noviembre de 1936 fue transferido para convertirse en jefe del estado mayor del 42.º Regimiento de Caballería de Uzbekistán, estacionado en Samarcanda.
Durante la Gran Purga, fue expulsado del Ejército Rojo en julio de 1938 y encarcelado. Fue liberado en octubre de 1940, reincorporado al Ejército Rojo y nombrado subcomandante del 9.º Regimiento de Fusileros Motorizados de la 9.ª División Independiente de Tanques, parte del Distrito Militar de Asia Central en Bairamali. La división se convirtió en parte del recién formado 27.º Cuerpo Mecanizado a principios de 1941.

### Segunda Guerra Mundial
Tras el comienzo de la invasión alemana de la Unión Soviética, el 22 de junio de 1941, la división y su cuerpo fueron enviados al frente. En julio, el cuerpo se dividió y la división se convirtió en la 104.ª División Independiente de Tanques, y la unidad de Rajimov pasó a llamarse 104.º Regimiento de Fusileros Motorizados. Con el 28.º Ejército, la división luchó en la Batalla de Smolensk, participando en feroces combates en dirección a Yelnia. Resultó gravemente herido en acción cerca del pueblo de Pustysheva el 1 de agosto y estuvo hospitalizado hasta mediados de octubre. El 31 de octubre fue asignado como comandante al 1149.º Regimiento de Fusileros de la 353.ª División de Fusileros. El 1 de diciembre, recibió su segunda Orden de la Bandera Roja. Durante el duro invierno de 1942, luchó en batallas en Rostov del Don y en Taganrog en el Frente Sur. En enero de 1942, fue herido nuevamente. Después de dejar el hospital en mayo, fue asignado como subcomandante a la 395.º División de Fusileros y poco después, el 1 de agosto, se desempeñó como comandante temporal de dicha división. Durante el verano, dirigió la división en la defensa del río Don y la región del Kubán.
El 4 de septiembre se convirtió en comandante de la división y la dirigió en el otoño de 1942, durante la Batalla del Cáucaso. El 15 de septiembre, durante la Operación Defensiva Tuapsé, resultó nuevamente herido. Durante la operación del 25 de septiembre al 20 de diciembre, la 395.ª División de Fusileros como parte del 18.º Ejército evitó que las tropas alemanas capturaran Tuapsé. Entre enero y febrero de 1943, la división participó en la Ofensiva de Krasnodar durante la Ofensiva Estratégica del Cáucaso Norte. El 8 de abril, fue destituido del mando y puesto a disposición del consejo militar del Frente del Cáucaso del Norte y, en mayo de 1943, fue puesto a disposición de la Dirección General de Personal del Comisariado del Pueblo de Defensa, y en junio, enviado a Moscú para ingresar a un curso acelerado en la Academia Militar Superior del Estado Mayor de las Fuerzas Armadas de la URSS.
A finales de abril de 1944, después de completar el curso fue nuevamente puesto a disposición de la Dirección General de Personal y en julio fue enviado al Primer Frente Bielorruso. A su llegada, asumió el cargo de subcomandante de partes de instrucción de la 75.ª División de Fusileros de la Guardia del 65.º Ejército, con la que luchó en la Ofensiva de Lublin-Brest. En este puesto, fue evaluado por sus superiores como «que se desempeñó al máximo». Debido a la alta consideración que tenían de él, el 8 de septiembre se convirtió en comandante temporal de la 47.ª División de Fusileros de la Guardia, parte del 4.º Cuerpo de Fusileros de la Guardia del 8.º Ejército de la Guardia. A principios de noviembre, fue transferido para comandar la 37.ª División de Fusileros de la Guardia.
La división luchó en la Ofensiva de Prusia Oriental como parte del 65.º Ejército. El 16 de febrero, durante la captura de Graudenz, la división rompió las líneas alemanas en las afueras de la ciudad, los ataques de la división distrajeron a la guarnición alemana del principal ataque soviético, lo que permitió que otras divisiones capturaran la ciudad el 22 de febrero. Durante la Ofensiva de Pomerania Oriental, la división avanzó rápidamente 150 kilómetros en unos pocos días, lo que le permitió alcanzar la costa del Mar Báltico y así aislar a las tropas alemanas estacionadas en Danzig del resto de las unidades alemanes que se encontraban en el Vístula. Luego, la división atacó la ciudad de Danzig para lo cual tuvo que combatir casa por casa en una sangrienta batalla callejera. Durante los combate el propio Rajímov dirigía con frecuencia a sus tropas desde el frente. El 26 de marzo, su puesto de observación sufrió el impacto directo de un proyectil de artillería disparado por un barco alemán. Fue herido de muerte por la metralla en la cabeza y murió ocho horas después sin recuperar el conocimiento. Fue enterrado en el Parque Kafanova de Tashkent. El 6 de mayo de 1965, recibió póstumamente el título de Héroe de la Unión Soviética y la Orden de Lenin.

## Legado

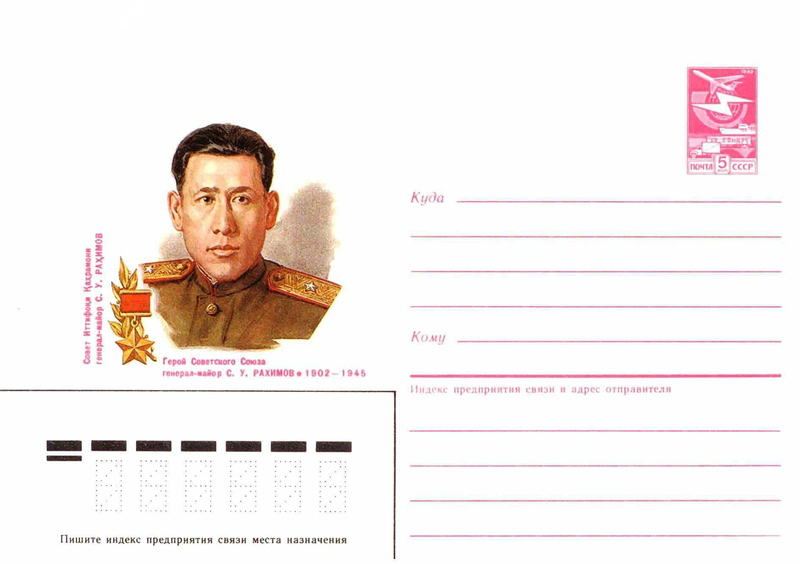
Sobre postal soviético de 1987 con un retrato del general Sabir Rajímov.

A Sabir Rajímov se le ha considerado un héroe nacional de posguerra en Uzbekistán. Se erigieron monumentos en su honor en Tashkent y Samarcanda. En 1967, los estudios cinematográficos Uzbekfilm produjo una película titulada General Rajimov. Además una estación de metro, un distrito y una calle de Tashkent recibieron su nombre, así como el liceo académico de la Universidad Nacional de Uzbekistán. En 2010, la estación de metro y el distrito de Tashkent cambiaron de nombre como parte de la campaña del presidente Islom Karimov para eliminar la influencia soviética. El 6 de enero de 2011, se retiró el monumento de Tashkent.
El 2 de mayo de 2018, el sucesor de Karimov, el presidente Shavkat Mirziyoyev, anunció que el monumento a Rajimov volvería a su lugar original. El 9 de mayo de 2018, el monumento fue devuelto a su lugar anterior en el centro de Tashkent.

## Condecoraciones
A lo largo de su vida militar, Sabir Rajímov fue galardonado con las siguientes condecoracionesː
|  | Héroe de la Unión Soviética (5 de mayo de 1965, póstumamente)                                                                       |
|  | Orden de Lenin (5 de mayo de 1965, póstumamente)                                                                                    |
|  | Orden de la Bandera Roja, cuatro veces (1 de abril de 1942, 13 de diciembre de 1942, 14 de agosto de 1944 y 3 de noviembre de 1944) |
|  | Orden de Suvórov de 2.do grado (8 de marzo de 1944)                                                                                 |
|  | Orden de Kutúzov de 2.do grado (10 de abril de 1945, póstumamente)                                                                  |
|  | Orden de la Estrella Roja (30 de abril de 1936)                                                                                     |
|  | Medalla por la Defensa del Cáucaso (1944)                                                                                           |